# Pluot

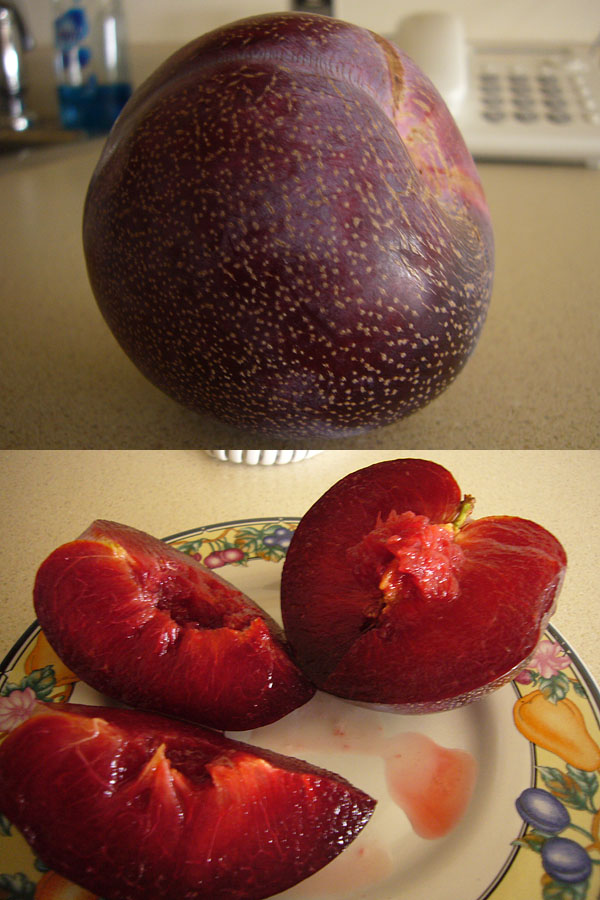
Un varietal de pluot, "raspberry jewel", entero (arriba) y en secciones de corte.

Pluots, apriums, apriplums, plumcots o pluclots son algunos de los híbridos entre distintas especies de Prunus que también se denominan ciruelas interespecíficas. Mientras que los plumcots y los apriplums son híbridos de primera generación entre un progenitor de ciruela Prunus,) y un albaricoque (P. armeniaca), los pluots y los apriums son generaciones posteriores de (P. salicina. Ambos nombres "plumcot" y "apriplum" se han utilizado para árboles derivados de un padre de semilla de ciruela, y por lo tanto, son equivalentes.

## Plumcots y apriplums
Los plumcots naturales (también llamados apriplums) se conocen desde hace cientos de años en regiones del mundo que cultivan tanto ciruelas como albaricoques a partir de semillas. El nombre "plumcot" fue acuñado por Luther Burbank. El árbol plumcot puede reproducirse asexualmente  yemas de brote, mientras que el árbol "Ariplum" resultó de plántulas híbridas y no puede reproducirse.

## Pluots
Pluots son generaciones posteriores de híbridos complejos entre la ciruela japonesa, Prunus salicina (que proporciona la mayor cantidad de parentesco), y el albaricoque, Prunus armeniaca. El exterior de la fruta tiene una piel suave que se parece mucho a la de una ciruela. Los pluots fueron desarrollados a finales del siglo XX por Floyd Zaiger.

## Apriums

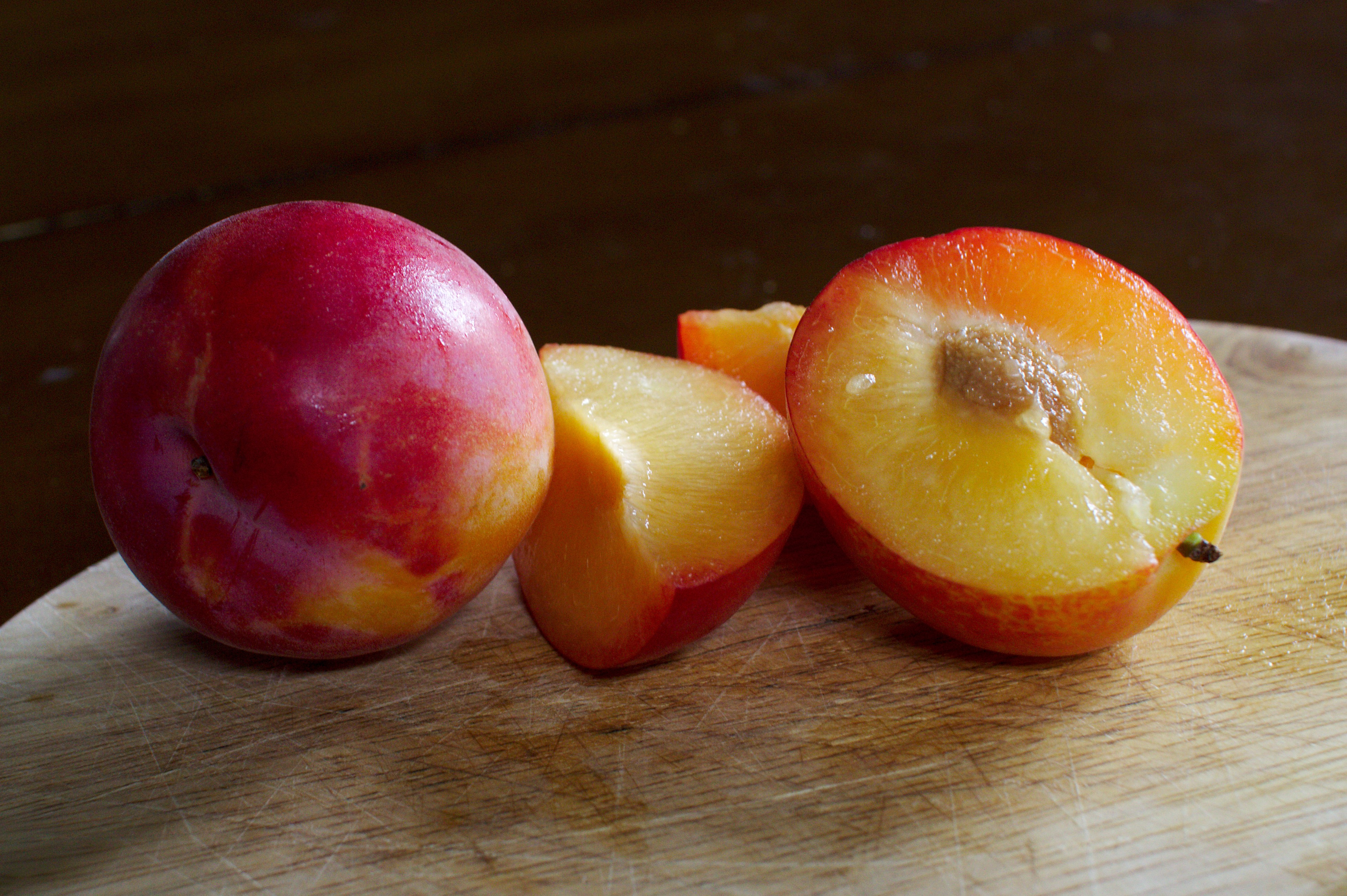
Apriums rosas

Floyd Zaiger creó el "Aprium", un cruce híbrido entre albaricoques y ciruelas pero más parecido a los albaricoques. Los apriums son híbridos complejos de ciruela y albaricoque que muestran principalmente rasgos y sabor a albaricoque. Los apriums se parecen a los albaricoques por fuera. La pulpa suele ser densa y destaca por su sabor dulce debido a su alto contenido en fructosa y otros azúcares. Los apriums se parecen a los albaricoques por fuera. La pulpa suele ser densa y destaca por su sabor dulce debido a su alto contenido en fructosa y otros azúcares.  Por lo general, los aprium solo están disponibles al principio de la temporada de la fruta, como los albaricoques, y a diferencia de los pluots, que incluyen algunas variedades de maduración muy tardía. Los árboles de aprium crecen rápidamente y son más pequeños en comparación con otros albaricoques caseros comunes. El fruto es dorado, con coloración roja. La fruta semi madura es dura y no madura si se recolecta antes de que esté completamente madura.

### Variedades de Plumcot

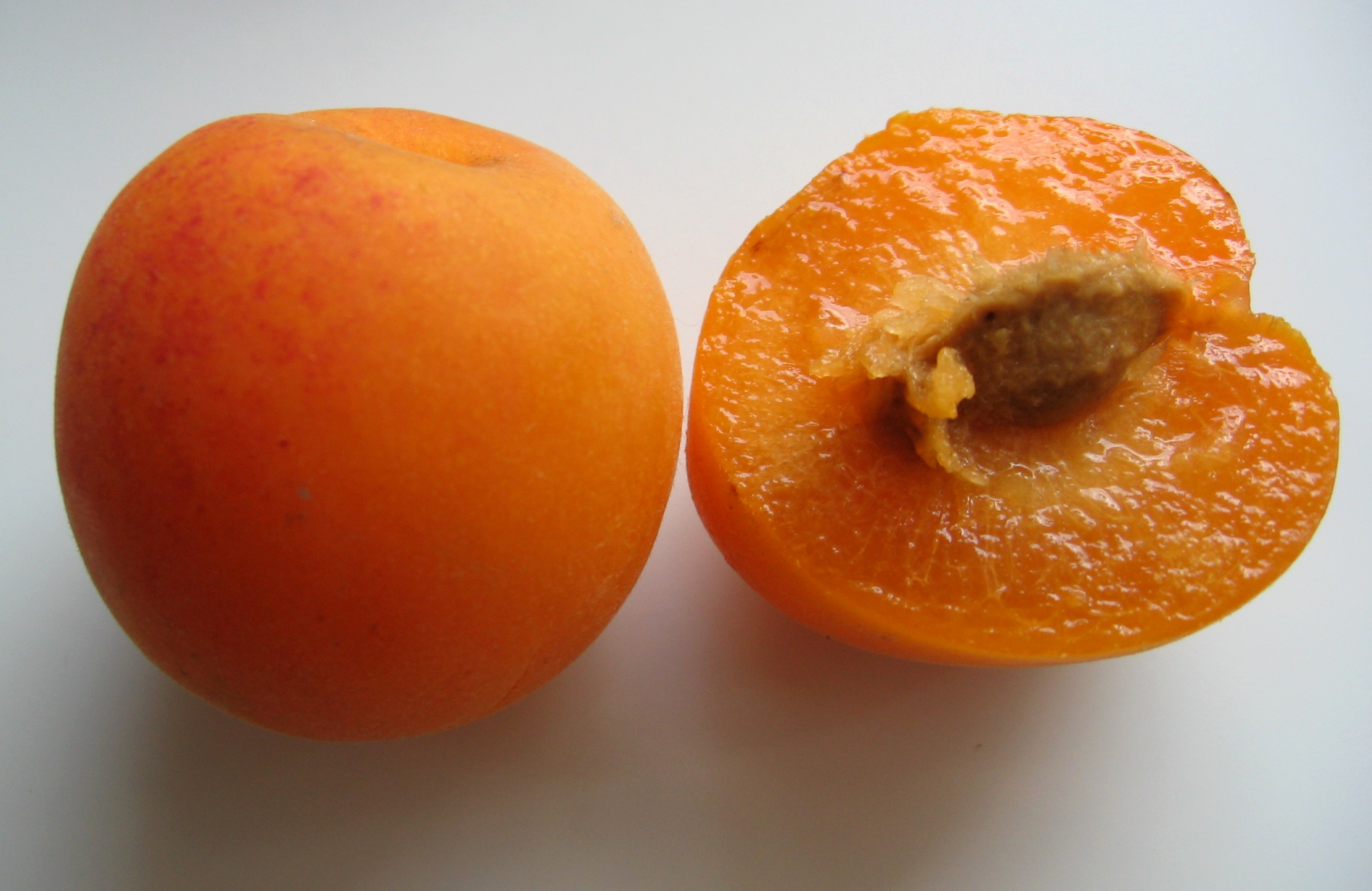
Pluot Splash

Entre las variedades de Plumcot se incluyen:
- Flavorosa: fruta muy dulce, de tamaño mediano, plana, redonda, de color púrpura oscuro, con pulpa roja, maduración temprana.
- Flavor Royal: muy dulce, de tamaño mediano, morado oscuro con pulpa carmesí, maduración temprana.
- Eagle Egg: muy dulce, de tamaño mediano, de color rojo oscuro con pulpa carmesí, a principios de la mitad de la temporada.
- Amigo: sabores rosados a ciruela con un toque de bayas, piel roja con sangre roja a pulpa amarilla, principios de la mitad de la temporada.
- Tropical Plumana: sabor azucarado a ponche tropical, de tamaño mediano, rojo sobre fondo amarillo verdoso con pulpa amarilla, a principios de la mitad de la temporada.
- Crimson Sweet: sabor dulce, tamaño mediano, piel carmesí con pulpa rosada, temporada media.
- Dapple Jack: tamaño mediano con piel verde pálido moteada, con manchas rojas, pulpa roja y jugosa, finales de la mitad de la temporada.
- Sweet Treat: súper dulce con toques de sabor a uva Thompson, piel verde y dorada con pulpa jugosa amarilla, finales de la mitad de la temporada.
- Flavor Queen: tamaño mediano a grande, pulpa muy jugosa, muy dulce, amarillo dorado en plena madurez, temporada tardía.
- Flavor Grenade:  tamaño grande, forma oblonga con rubor rojo sobre fondo verde, piña fresca y refrescante y sabor a manzana jugosa, temporada tardía.
- Summer Punch: tamaño mediano a grande, pulpa muy jugosa, muy dulce con matices de bayas y melón, temporada tardía.
- Tropical Sunrise: piel de color amarillo a naranja con rubor rojo y pulpa anaranjada, sabores a ciruela dulce y albaricoque.
- Flavor King: sabor a ponche de frutas, tamaño mediano, con piel de color burdeos y pulpa roja, súper dulce y jugosa, temporada tardía.
- King Kong: tamaño muy grande con piel negra, sabor a ciruela con toques de almendra.
- Flavor Fall: tamaño grande, sabor medio, piel roja con pulpa amarilla, temporada muy tardía.

### Variedades de Pluot
Las variedades de Pluot incluyen:

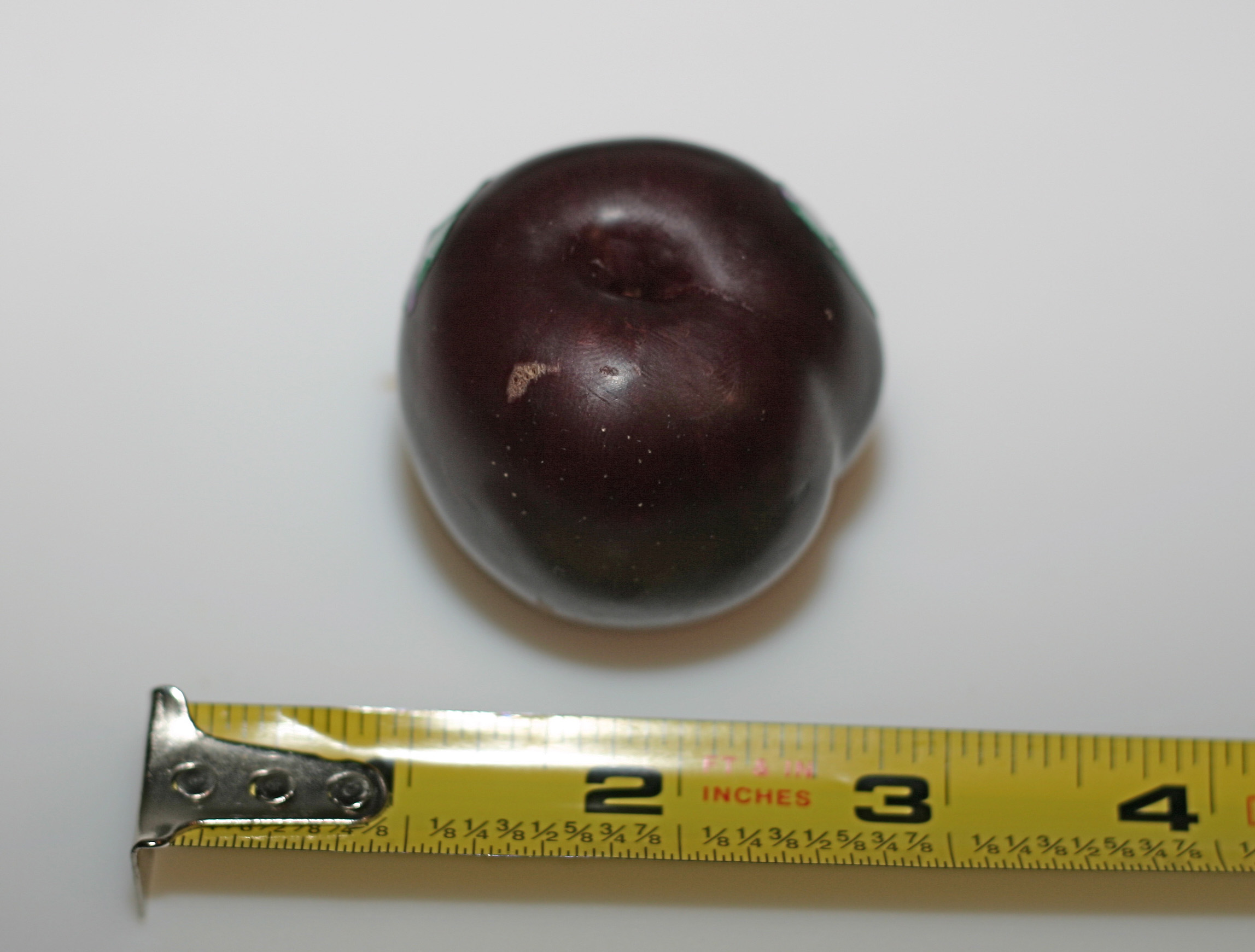
Pluot Flavorosa

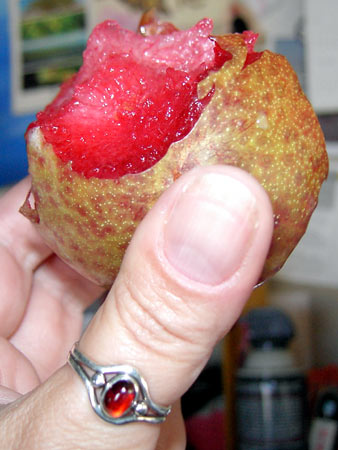
Pluot Dapple Dandy

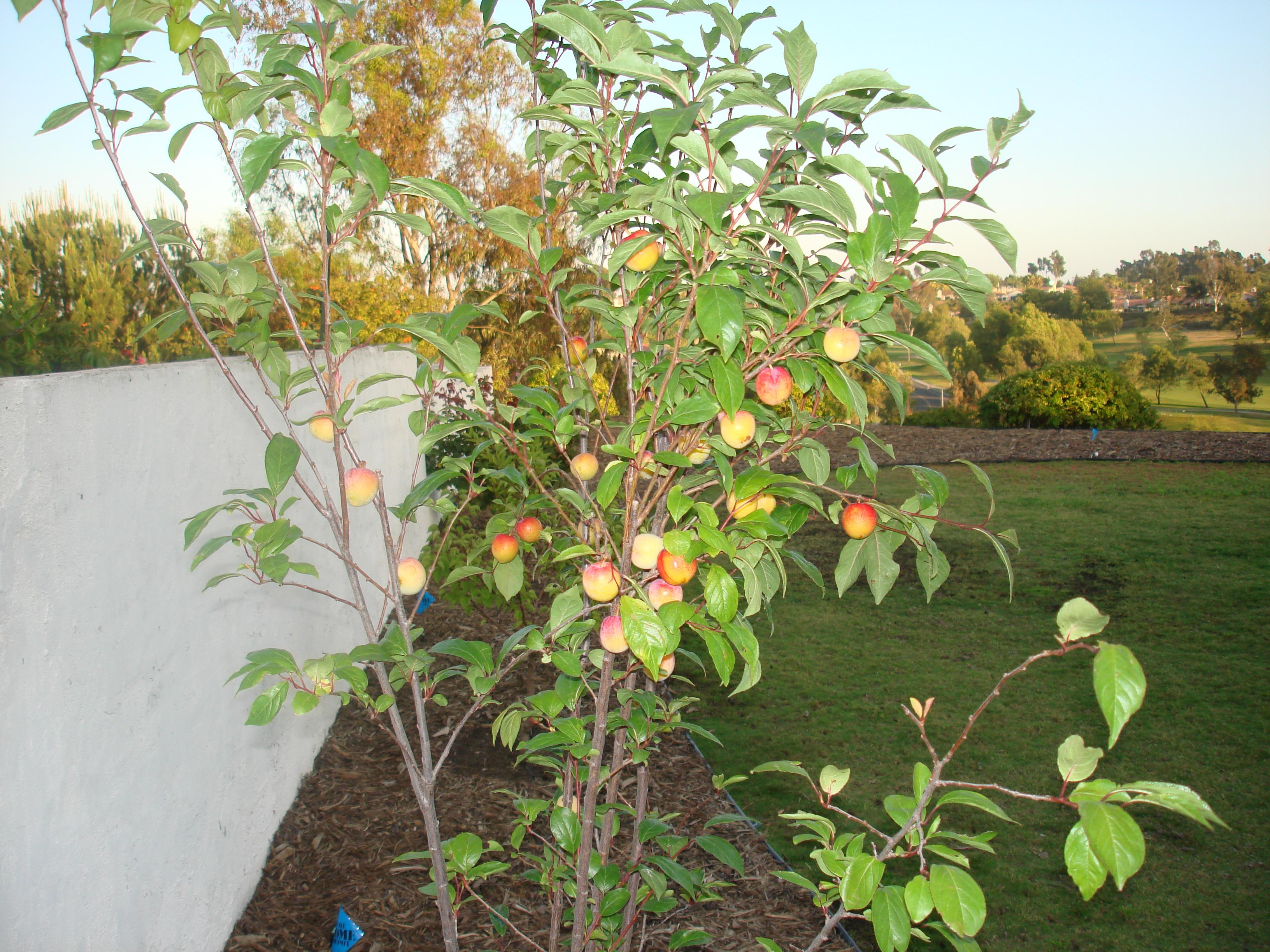
Pluot Splash en el árbol

- Dapple Dandy: tamaño grande con moteado verde pálido a amarillo, piel con manchas rojas, pulpa jugosa roja o rosada, pulpa firme, maduración moderadamente tardía.
  - 'Dinosaur egg' es una marca registrada para la variedad de Dapple Dandy.
- Early Dapple: buen sabor, tamaño mediano, verde moteado sobre piel roja con pulpa rosada, maduración temprana.
- Emerald Drop: tamaño mediano a grande, piel verde y pulpa amarillo-naranja, maduración moderadamente tardía.
- Flavor Delight: tamaño mediano, piel de color fucsia-miel con pulpa rosada, maduración temprana.
- Flavor Fall: tamaño grande, sabor medio, piel roja con pulpa amarilla, maduración tardía.
- Flavor Finale: tamaño mediano a grande, piel de color rojo púrpura con carne de color rojo ámbar, sabor complejo excepcional, maduración tardía.
- Flavor Grenade: tamaño grande, forma oblonga con rubor rojo sobre fondo verde, pulpa amarilla jugosa, maduración moderadamente tardía.
- Flavor Heart: muy grande, negro con forma de corazón y pulpa amarilla.
- Flavor Jewel: sabor dulce, en forma de corazón, rojo sobre piel amarilla con pulpa amarilla.
- Flavor King: sabor a ponche de frutas, tamaño mediano, con piel de color burdeos y pulpa roja súper dulce y jugosa, maduración moderadamente tardía, la pulpa es dura hasta que está completamente madura.
- Flavor Prince: grande, redondo y morado, con pulpa roja.
- Flavor Penguin: tamaño mediano, maduración temprana cultivado en un clima húmedo.
- Flavor Queen: tamaño mediano a grande, pulpa muy jugosa, muy dulce, amarillo dorado cuando está completamente maduro, a mitad de temporada.
- Flavor Rich: fruta medianamente dulce, grande, negra y redonda con pulpa anaranjada.
- Flavor Royal: muy dulce, de tamaño medio, morado oscuro con pulpa carmesí, maduración muy temprana.
- Flavor Supreme: mediano o grande, piel púrpura verdosa, pulpa roja jugosa.
- Flavorich:  tamaño grande, piel de color púrpura oscuro y pulpa firme, dulce, de color amarillo anaranjado, maduración moderadamente tardía.
- Flavorosa: fruto muy dulce, de tamaño medio, achatado, redondo, de color púrpura oscuro y pulpa roja, de maduración muy temprana.
- Geo Pride: tamaño mediano, piel roja y pulpa amarilla, ácido-azúcar balanceado, predominantemente dulce con sabor único a ciruela/albaricoque, maduración moderadamente tardía.
- Raspberry Jewel: piel mediana de color rojo oscuro, rojo brillante, pulpa dulce como la miel.[11]
- Red Ray: rojo medio brillante con pulpa anaranjada densa y dulce.
- Splash:  fruta roja anaranjada pequeña a mediana, con pulpa anaranjada muy dulce, mitad de temporada.

### Variedades de Aprium
Las variedades de aprium incluyen:
- Cot-N-Candy : se cosecha a principios o mediados de junio, la pulpa es muy dulce y jugosa, con un regusto a ciruela, el tamaño es de 2,0 a 2,5 pulgadas de radio en promedio, autofructífera.
- Flavor Delight : se asemeja a un albaricoque, pero con un sabor y una textura distintivos propios, un regusto agradable y persistente, cosechas más grandes si es polinizado por cualquier albaricoque.
- Tasty Rich Aprium: Cosechas muy tempranas, en mayo. Amarillo claro anaranjado, firme, freestone. Sabor predominantemente albaricoque, con postgusto agradable.